# Daniela Denby-Ashe
Daniela Denby-Ashe (Londra, 9 agosto 1978) è un'attrice inglese.

## Biografia
Denby-Ashe è nata a Londra da genitori di origine polacca: il padre, Mirosław Pszkit polacco emigrò in Gran Bretagna all'età di 12 anni; la madre nacque in Inghilterra da genitori polacchi ed ha poi vissuto a lungo in Francia . Daniela parla correntemente, oltre all'inglese, anche il polacco e il francese.
Nel 2004 ha partecipato alla miniserie della BBC Nord e Sud.
I suoi genitori, quando si sposarono, decisero di cambiare il cognome ritenendo Pszkit di difficile pronuncia cercarono un'idea sull'elenco telefonico: uno trovò "Denby", l'altro "Ashe" e decisero di utilizzarli entrambi.

## Carriera
Daniela Denby-Ashe è stata protagonista di numerosissimi serial e film per la TV di produzione britannica(My Family (serie televisiva)). Tra gli altri, è stata Margaret Hale, la protagonista della riduzione televisiva omonima del romanzo Nord e Sud di Elizabeth Gaskell.
Ha recitato anche a teatro (The Countess, Motortown) ed alla radio (Ring Around the bath).

## Filmografia
- Metropolitan Police – serie TV, 3 episodi (1993-1995)
- Absolutely Fabulous – serie TV, episodio 3x06 (1995)
- EastEnders – soap opera, 314 episodi (1995-1999)
- My Family – serie TV, 94 episodi (2000-2011)
- Nord e Sud – miniserie TV 4 puntate (2004)
- Torchwood– serie TV, episodio 1x07 (2006)
- Waterloo Road – serie TV, 32  episodi (2009-2013)
- L'ispettore Barnaby – serie TV, episodio 13x06 (2010)
- Testimoni silenziosi – serie TV, 2 episodi (2016)